# Abracris bromeliae
Abracris bromeliae är en insektsart som beskrevs av Roberts och Frédéric Carbonell 1981. Abracris bromeliae ingår i släktet Abracris och familjen gräshoppor. Inga underarter finns listade i Catalogue of Life.